# Wiaczesław Gurgienow
Wiaczesław Iwanowicz Gurgienow, (ros.) Вячеслав Иванович Гургенов, orm. ԳՈՒՐԳԵՆՈՎ Վյաչեսլավ Իվանի (ur. 1935 w Groznym, zm. w 1994) – Ormianin, radziecki i rosyjski funkcjonariusz służb specjalnych, generał porucznik.
W 1959 ukończył fakultet orientalistyki Moskiewskiego Instytutu Stosunków Międzynarodowych i został skierowany jako korespondent APN do Kolkaty.
Od 1963 był funkcjonariuszem wywiadu zagranicznego. W latach 1965–1971 prowadził pracę operacyjną w Indiach, następnie do 1978 był w centralnym aparacie 1 Zarządu Głównego Komitetu Bezpieczeństwa Państwowego przy Radzie Ministrów ZSRR. Od 1989 był na stanowisku zastępcy szefa 1 Zarządu Głównego.
Od 1991 był zastępcą dyrektora Służby Wywiadu Zagranicznego Rosji.